# Arnesano
Arnesano es una localidad italiana de la provincia de Lecce, región de Puglia, con 3.856 habitantes.

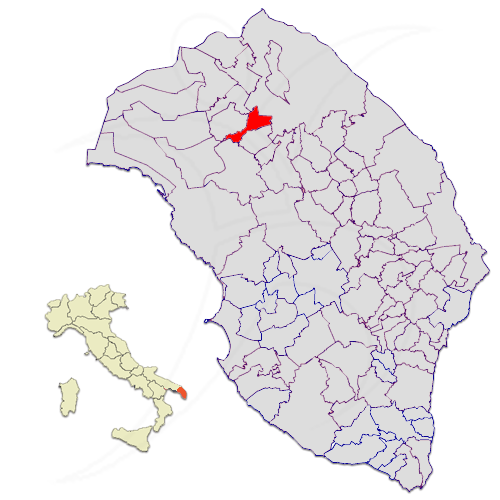
Ubicación de la ciudad de Arnesano dentro de la provincia de Lecce.

## Evolución demográfica
| Gráfica de evolución demográfica de Arnesano entre 1861 y 2001 |
|                                                                |
| Fuente ISTAT - elaboración gráfica de Wikipedia                |